# Ernst Christoph Friederich von Düring
Ernst Christoph Friederich von Düring (født 24. april 1738 i Oldendorf, Oldenburg, død 20. oktober 1809 i Kiel) var en dansk officer. Han var fader til Wilhelm Georg Friedrich Carl von Düring, Carl Frederik Düring-Rosenkrantz og antageligvis August Frederik von Düring.
Hans forældre var drost i Ahlden Christoph Otto von Düring (1691-1770, gift 2. gang i 1754 med Hedvig Sophia Friederike von Issendorf, død 1782) og Sophie Philippine Wolff von Gudenberg (1710-1752). Düring fik sin første militære uddannelse på Kadetakademiet i Dresden og blev optaget som officer i den sachsiske hær, fra hvilken han efter katastrofen ved Pirna i 1756 indtrådte i den preussiske; avancerede her til kaptajn og blev adjudant hos den berømte hertug Ferdinand af Braunschweig. Efter freden i Hubertusburg i 1763 gik han i russisk tjeneste, deltog i det første felttog mod tyrkerne og avancerede til major.
I 1765 kom han første gang til Danmark ifølge med et russisk gesandtskab, gjorde her lykke ved sit vindende ydre, sine slebne manerer og gode anbefalinger fra hertug Ferdinand til dennes søster, dronning Juliane Marie, og i 1768 blev han ansat i den danske hær som oberstløjtnant af kavaleriet og udnævnt til generaladjudant. I denne egenskab ledsagede han – som det siges ved den russiske afsending grev Caspar von Salderns indflydelse for at holde øje med den russiske negociation – Christian VII på dennes store udenlandsrejse i 1768-69. Ved tilbagekomsten fik han tilladelse til på ny at gå til Rusland, hvor han under feltmarskal Peter Romanzow udmærkede sig i det andet tyrkiske felttog og hædredes med Skt. Georgs-korset.
I 1772 vendte han tilbage og blev nu, i besiddelse af magthavernes gunst, der om muligt i endnu højere grad blev ham til del fra det øjeblik, kronprinsen selv overtog regeringsstyret, efterhånden en af landets mest betroede mænd, der forholdsvis hurtig rykkede op i de forreste poster og beklædtes med de højeste udmærkelsestegn. Han blev således i 1772 kammerherre, i 1774 oberst, naturaliseret som dansk adelsmand i 1776, i 1784 chef for Holstenske Regiment Ryttere, generalmajor i 1787, kommanderede rytterbrigaden i det norske felttog i 1788, blev i 1792 hvid ridder og i 1799 generalløjtnant. I 1801 blev han kavaleriinspektør, i hvilken egenskab han meget bidrog til at sætte rytteriet i den fortrinlige stand, der senere opvakte de franskes beundring, kommanderede desuden et reservekorps i Holsten i 1801, rytteriet under troppekoncentrationen sammesteds i 1803, 2. division i 1805-06, reservehæren i 1807 og blev til belønning, fordi han under denne sidste kommando havde "udført alt med saa megen Konduite, Troskab og Bestemthed til Hs. M. Kongens Tilfredshed", i 1808 udnævnt til general og i 1809 til Ridder af Elefanten.
Han blev gift 9. april 1776 med Henriette Sophie von Reden (16. juli 1756 i Hoya – 2. august 1819 i Franzburg), datter af braunschweig-lüneburgsk general Ernst Friedrich von Reden (1713-1761) og Juliane Sophie Anna von Hauss.
Han er begravet i Kiel.